# Obóz Młodzieżowy w Yorkville

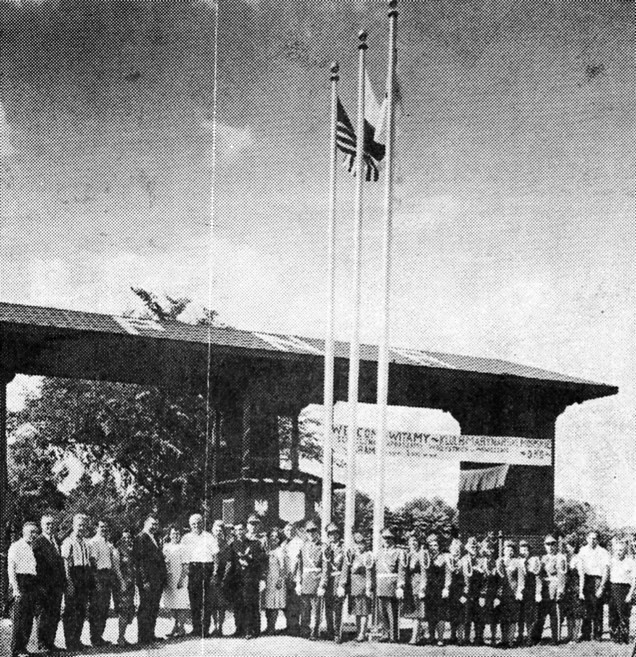
Uroczyste otwarcie Obozu 4 lipca 1937 r.

Obóz młodzieżowy w Yorkville – teren będący własnością Związku Narodowego Polskiego, ok. 100 km na południowy zachód od Chicago w hrabstwie Kendall w stanie Illinois, gdzie organizowane są letnie turnusy wakacyjne dla polskiej i polonijnej młodzieży oraz liczne imprezy związkowe i rozrywkowe.

## Historia
W 1933 roku, kiedy powstawały pierwsze drużyny harcerskie pod patronatem ZNP, postanowiono zakupić ziemię, gdzie polonijna młodzież mogłaby spędzać swoje letnie wakacje. Dotychczasowym miejscem rekreacji była miejscowość Tinley Park. Dzięki ówczesnym działaczom Ruchu Młodzieżowego i byłego prezesa Związku, Jana Romaszkiewicza, oraz jego współpracowników w zarządzie dawnego XV Okręgu, zakupiono 92 hektarową farmę w Yorkville. Wpłacono niewielką sumę, jako pierwszą ratę, pozostawiając resztę na spłaty hipoteczne. Nastręczało to poważnych trudności, które powiększyły się po podjęciu uchwały na Sejmie ZNP w 1935 roku o powstaniu dwóch okręgów związkowych w Chicago. Aby rozwiązać trudności administracyjne, po licznych naradach i zebraniach postanowiono powołać do życia organizację, której celem i zadaniem byłoby zajęcie się wyłącznie sprawami Obozu (wtedy zwanego Harcerskim) Związku Narodowego Polskiego.
Na pierwszym zebraniu reprezentantów Grup i Gmin 7 marca 1937 roku przyjęto statut Obozu, ustalono sposób wyboru i czas urzędowania administracji. Jej pierwsze zebranie odbyło się już następnego dnia, 8 marca 1937 roku. Prezesem został Jan Juszczyk, wiceprezesem J.S. Kozaczka, sekretarzem Jan K. Wieczorek i skarbnikiem Paweł Mikołajczyk. Powołano też Komitet Rozwoju, Komitet Udziałowców i Radę Gospodarczą.
Pierwszym pawilonem, jaki został wybudowany było pomieszczenie z salą jadalną, kuchnią, biurem oraz magazynem na potrzebną żywność i ekwipunek obozowy. Zasadzono około 400 drzewek iglastych sprowadzonych z Kolegium Związkowego w Cambridge Springs. Dzięki funduszom zdobytym przez pracowników biur związkowych został zbudowany domek sanitariatu, do którego cały sprzęt, umeblowanie i ekwipunek zakupił ówczesny naczelny lekarz ZNP, doktor F. Dulak. Staraniem Gminy 55. został zbudowany most na rzece i założono instalację elektryczną, a Okręg XII wybudował plac zabaw dla dzieci. Jako dar Komisji Młodzieży już w trakcie trwania sezonu letniego 1937 zbudowano piękną kapliczkę, w której we wszystkie święta i niedziele obozowy kapelan odprawiał msze święte. Uroczyste otwarcie obozu miało miejsce 4 lipca.

## Obecnie
Do dziś stoi i kaplica obozowa, i budynek główny, w którym mieści się jadalnia z kuchnią i biurem, także domek sanitariatu.
W ostatnich latach Obóz Młodzieżowy wzbudza niezadowolenie miejscowej ludności, która uskarża się na hałas i zatłoczenie parkingów (np. w roku 2006 pokazy strongmanów z udziałem Mariusza Pudzianowskiego zgromadziły w obozie ponad 7000 gości), a władze miasta mnożą restrykcje. W rezultacie ZNP zastanawia się nad sprzedażą obiektu i kupienia odpowiedniego terenu gdzie indziej.